# Entomodestes
Az Entomodestes a madarak osztályának verébalakúak (Passeriformes) rendjébe és a rigófélék (Turdidae) családjába tartozó nem.

## Rendszerezés
A nembe az alábbi 2 faj tartozik:
- fekete klarinétmadár (Entomodestes coracinus)
- fehérfülű klarinétmadár (Entomodestes leucotis)